# Alb-Gold Teigwaren
Die Alb-Gold Teigwaren GmbH ist ein deutscher Teigwarenhersteller mit Sitz in Trochtelfingen im baden-württembergischen Landkreis Reutlingen auf der Schwäbischen Alb. Die Nudeln werden unter verschiedenen Marken vertrieben. 

## Geschichte
1968 gründete Franz Freidler einen direkt vermarktenden Geflügelhof vor den Toren der Stadt Trochtelfingen. 1977 trat Freidlers Sohn Klaus ins Unternehmen mit ein und begann mit der Produktion von Nudeln.
1993 übernahm Alb-Gold den ostdeutschen Hersteller Teigwaren Riesa. Seit 1995 konzentriert sich das Familienunternehmen ausschließlich auf die Herstellung von Teigwaren. Um die Jahrtausendwende wurde die Produktionskapazität ausgebaut und ein neues Distributionszentrum in Betrieb genommen. Zum Jahresanfang 2001 übernahm Alb-Gold die in Ammerbuch ansässige Teigwarenfabrik Bechtle, die ausschließlich Spezialitäten wie Knöpfle herstellte. 2002 eröffnete Alb-Gold ein Kundenzentrum in Trochtelfingen. An den beiden Standorten Trochtelfingen und Riesa stellte Alb-Gold 15.000 t bzw. 20.000 t Nudeln pro Jahr her und war damit 2003 nach eigenen Angaben der zweitgrößte Hersteller in Deutschland. Vertrieben wurden die Produkte vor allem unter den Marken Riesa und Alb-Gold in unterschiedlichen Segmenten. Seit 2005 produziert Alb-Gold auch frische Teigwaren, 2007 übernahm Alb-Gold das Frischteigwarengeschäft des Freiburger Cateringunternehmens Zahner.
Seit dem Tod von Klaus Freidler am 18. Juni 2010 wird Alb-Gold von seiner Frau Irmgard und den Söhnen Oliver und André Freidler geführt. Am 1. August 2012 übernahm Alb-Gold die zuvor insolvente Seitz GmbH aus Spaichingen, die zwei Jahre später in „Spaichinger Nudelmacher“ umbenannt wurde. 2015 beschäftigte die Gruppe rund 420 Menschen, wovon rund 180 beim Stammwerk in Trochtelfingen arbeiteten. Der Umsatz betrug im Jahr 2015 etwa 80 Millionen Euro. 2018 übernahm Alb-Gold die „Al dente Pasta Company“ in Whitmore Lake (Michigan/USA). Die Teigwaren Riesa GmbH wurde bis zum 14. September 2020 aus dem Alb-Gold-Konzern herausgelöst und im Herbst 2023 zu 80 % an die irische Beteiligungsgesellschaft Biavest veräußert.